# 上海光復

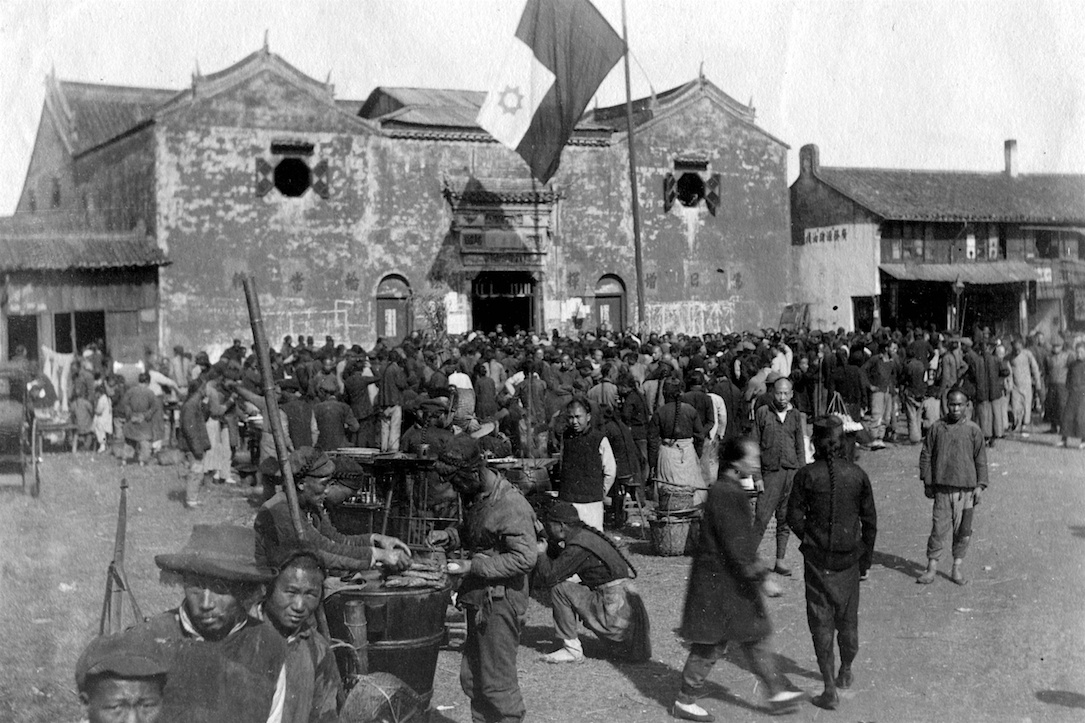
上海革命军在闸北净土庵开设兵站，招募新兵

上海光復是武昌起义后，革命党人陈其美、李燮和领导发动的以推翻满清在上海地区统治为目的的武装起义。1911年11月3日，以闸北巡警总局的冲突开始，随后攻占了县衙、道台衙门和江南制造局，最终于11月8日成立沪军都督府。上海光复後，直接推动江苏独立，乃至浙江、福建、兩廣都紛紛宣佈獨立，响应革命。

## 經過

### 光復前局勢
1911年4月27日，黃花崗起義失敗后，革命黨人在長江流域加速再次起義的準備。10月10日，武昌起義成功後，上海市民每日常聚集於報館林立的望平街一帶打探革命軍消息。上海金融市場則陷入一片恐慌，包括搶購金銀，擠兌銀元等。10月17日夜，上海縣城的小東門附近已出現了宣傳革命的傳單。10月23日，上海的報紙上更是刊登了革命勢力致上海金融业的信件，此外還有革命黨人公開招募黨員。
10月24日，宋教仁、陳其美和沈縵云等人在《民立報》報館開會，決定聯絡商團，并溝通本城士紳。次日，陳其美與士紳代表人物李平書在後者的貞吉里寓所內進行會面。當時李平書為代表的士紳通過自治，掌握了城廂的四百餘人的警察部隊和人數更多的救火隊，此外還有商團公會的兩千餘人及各業商團20多個人數逾六千餘人。這也是革命黨制定聯絡商團、溝通士紳的出發點。此後，同盟會、光復會和本地士紳各自行動。首先在10月28日至11月1日期間，李平書召開自治公所董事會議，再增加巡警350名，此外在南火車站設立貧民習藝所，以備救濟戰後難民。同時，購買米糧以備平糶，商團也增加巡防，要求各鄉自辦團練。隨後在九畝地檢閱商團，根據城廂劃分成若干地段，由商團為主，救火會為輔以守備。李平書還試圖勸說李鴻章的外甥時任江南製造局總辦的張士珩，希望其不再向南京運送槍炮。
光復會方面，其在滬領導人李燮和則積極爭取駐防清軍。李燮和為湖南人，而駐滬清軍的軍官長也多為湖南人，因此他通過鄉誼進行策反，使得吳淞巡官黃漢湘、閘北巡警隊長陳漢欽、駐滬巡防營管帶章豹文、巡防水師營管帶王楚雄等一系列軍官都表示願意率部參加反滿行列。同盟會的陳其美，則通過周南陔策反了吳淞砲台、獅子林砲台的臺官，同時也掌握了以學生為主的中國敢死團約500人，張承槱、劉福標為首的幫會敢死隊，號稱三千人。陳其美更積極策劃在江浙一帶的革命運動。其首先前往南京，希圖在南京城發動起義，但當地革命黨人認為南京為兩江總督駐地，江寧將軍鐵良和江南提督張勛又握有重兵，起義難以成功。隨後，陳其美又赴杭州，而浙江的革命黨人認為上海至杭州間交通當時已經比較發達，如果不控制上海，則浙江的起義也容易被上海的援軍撲滅。所以陳其美最終回到上海，謀劃起義。

### 起義爆發

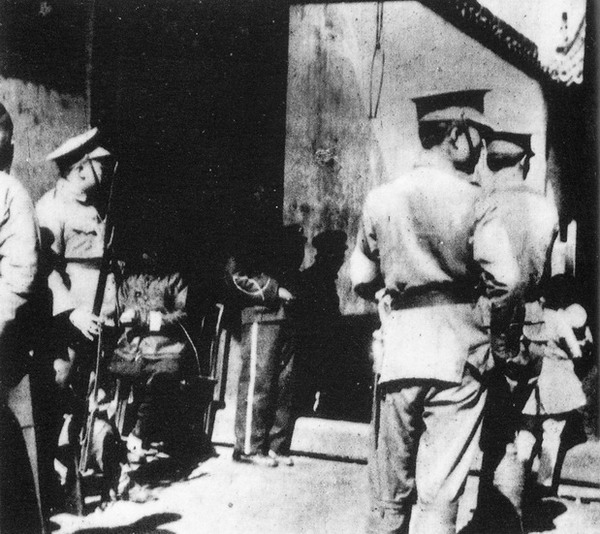
起义军占领上海道署

11月2日夜，陳其美與上海地方士紳李平書等人齊集上海自治公所，確定於次日下午發動起義進攻江南製造局。隨後李平書和自治公所的警務長穆湘瑤商議保衛地方事宜，并請商團及救火聯合會共同協助維持革命後的城廂內外治安。次日上午，成立臨時指揮機構上海軍政分府，并任命李平書擔任民政總長、伍廷芳任外交代表。
11月3日上午11時，閘北巡警總局預防隊的巡士按原定計劃請領槍支但未獲批准，遂与偵探長發生衝突。適逢警局隔壁發生火災，在一片混亂下，巡警提前發動起義，公推預防隊管帶陳漢欽為首領，反對清朝統治。隨後除租界外，上海軍警已紛紛倒向革命黨人。下午2時，位於救火聯合會鐘樓上的鐘聲響起，先鳴九下，停頓後再鳴十三下。隨後，各商團、敢死隊聚集於西門外斜橋西園并舉行誓師大會，陳其美、李平書、沈縵雲等發表演講并宣佈上海反滿獨立。當場撕毀了清朝的國旗黃龍旗以示決裂，并改懸白旗，參加人員在左臂纏繞一條寬3寸、長6寸的白布條。

### 革命經過

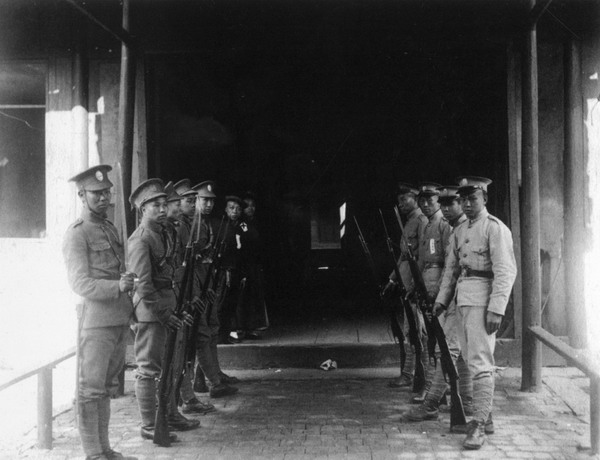
起义军占领江南制造局

11月3日，商團總司令李顯謨發佈商團作戰命令，要求商團主力進攻上海道署，協同敢死隊攻打製造局，并按此前規劃嚴守城廂內外各段。此時，陳其美及高子白、楊譜笙等人已率200餘人的敢死隊前去進攻製造局。在途徑製造局的路上，因滬軍營軍官已歸附革命，因此在兩隊相遇時還一度互相行禮致意。製造局每日下午5點為放工時間，按照事先安排，敢死隊原擬乘放工之際湧入製造局，以圖一舉佔領。但由於上午閘北的起義消息已傳到局內，因此製造局的兵勇已嚴密防備。守備鳴空鎗示警，敢死隊隨即回擲炸彈，隨即雙方爆發武裝衝突，敢死隊中兩死一傷。陳其美隨即要求敢死隊停止進攻，并獨自進入製造局，希望通過勸說，使製造局放棄抵抗。陳其美甫入製造局就被局中巡勇所執獲。敢死隊於是退往望道橋，尋求再次進攻的方式。
於此同時，革命軍另有四十餘人武裝進入小東門，並在各處城門和城內長生橋堍的電線桿上張貼題為上海軍政分府的告示。至晚間8點，又有革命軍二十餘人列隊入城，在城門上懸掛白旗和鐵血十八星旗。稍早前，末任蘇松太道道台劉燕翼已離城逃避到設立於租界的洋務局中，唯有上海知縣田寶榮尚留在上海縣衙內。至晚間10點，革命軍約120餘人已湧入上海道署，並將道署衙門焚毀，小南門救火會迅速出警滅火。1小時後，革命軍又佔領了上海縣署，末任知縣田寶榮由縣署後墻逃脫。由於安排周密，使得縣城內的政權更迭給民眾的生活影響較小，乃至在城內九畝地新舞台中看戲的客人仍照舊看戲，並未察覺政治的變化。
11月4日凌晨4點，革命軍再次集結於製造局，由敢死隊兩百餘人、已歸附革命勢力的滬軍營軍隊數百人分成兩隊，從前後夾攻。前門的部分，守軍退守至內側的二門處，并聚集在二門的底層阻擊革命軍。守軍由於坐守兵工廠，所以彈藥相對充足，而革命軍對於戰局預估不足，在鏖戰兩小時後，彈藥已基本告罄。為扭轉局勢，由革命軍自臨近的滬軍營中拖來兩門格林礮。在機關槍的轟擊下，二門的一面屋墻被轟塌，但守軍仍堅守陣地。革命軍於是放言將用汽油焚燒門樓，守軍這才放棄抵抗，開始潰退。進攻後門的革命軍，因未尋到後門，為盡快配合前門的進攻，隨即由滬軍營軍隊開鎗在後墻上轟出一個門洞，敢死隊向局內投擲炸彈，滬軍營兵繼而猛烈射擊。在此兩面夾擊的情況下，守軍最終在11月5日的8點30分於軍前投降。製造局總辦張楚寶稍早前易服逃離，被拘留在內的陳其美也被救出。
由於江南製造局是清政府在江浙最重要的兵工廠，奪取該局後，迅速恢復生產以提供革命軍成為至關重要的事務。所以當日即選舉李平書兼任該局總理，經過整理後於次日復工生產。

### 清掃局勢

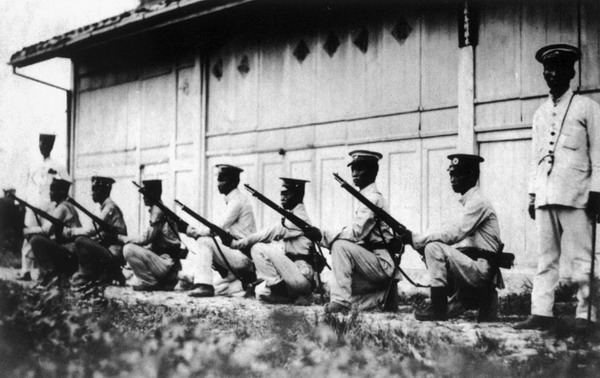
守卫江南制造局的上海起义军

吳淞商埠在11月4日也宣佈光復。吳淞要塞的統領是深受革命理論熏染的姜文周，同時該人又與李平書相識，所以經過李平書的勸說，要塞的歸附已成定局。而其他駐在吳淞的軍隊經過革命黨人黃漢湘的勸說，最終於11月4日一早懸掛白旗，宣佈歸附革命軍。
在進攻製造局的當下，革命軍又派一部分渡江前往浦東接收警防，佔領了包括一區巡警局和駐防局。製造局戰役後，考慮到龍華又有彈藥廠，革命軍於4日下午4點左右派出馬隊和步兵約60餘人前往龍華。在抵達彈藥廠時，革命軍鳴空鎗示警，由於駐廠守軍已接受革命理論，所以在鎗響後，即開門迎接。自此，上海縣城內外及各主要的軍事設施均由革命軍佔領，上海完成光復。

### 設立軍政府

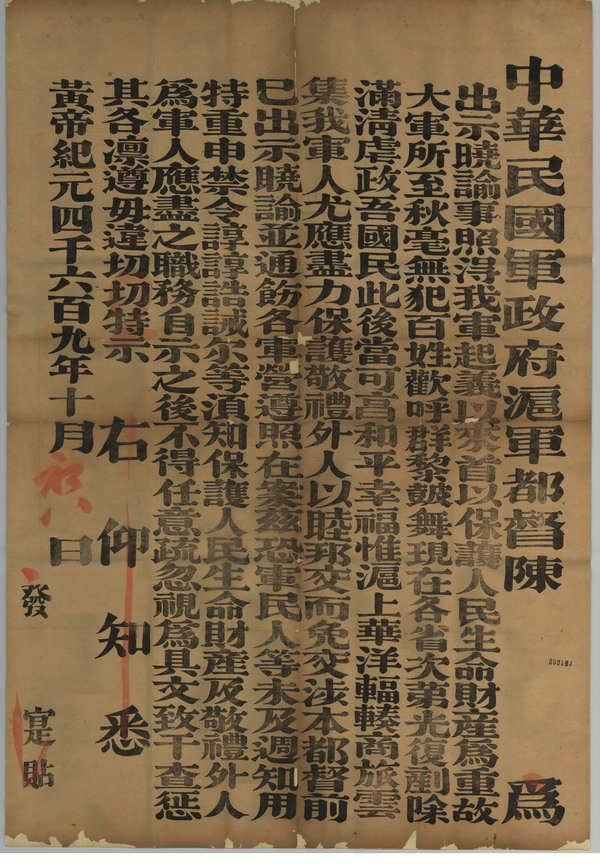
沪军都督府布告

11月5日，上海軍政府已在小南門救火會中公開辦公，地方治理暫由自治公所負責。當日，在滬的資政院江蘇議員和江蘇咨議局議員多人齊集江蘇教育總會開會，商討蘇、松、常、鎮、太五地的自保方案。11月6日下午，革命黨人和地方士紳聚集在小東門內的海防廳，商討光復後的辦法，最終決定成立滬軍都督府統率本埠軍政事務。推舉陳其美為滬軍都督，李燮和、鈕永建等10人為參謀，滬軍都督府即設立於海防廳內。11月7日，上海縣民政部、司法部成立，部長各一人由李平書任命。11月9日，增設勸學部。11月12日，原自治公所更名為市政廳，設正副市長一人。閘北巡警總局在光復後更名為閘北民政總局，11月14日閘北自治公所在新閘橋北設立。